# Schlotheimia krausei
Schlotheimia krausei är en bladmossart som beskrevs av Georg Ernst Ludwig Hampe och Paul Pablo Günther Lorentz 1868. Schlotheimia krausei ingår i släktet Schlotheimia och familjen Orthotrichaceae. Inga underarter finns listade i Catalogue of Life.